# Distribuição de riqueza

Participação global da riqueza por grupo de riqueza, Credit Suisse, 2021

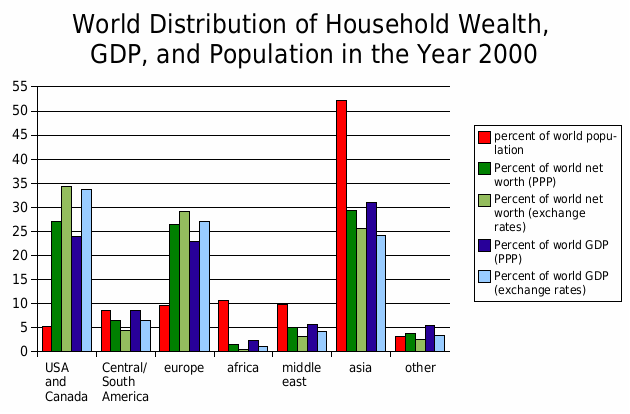
Distribuição mundial de riqueza e população no ano 2000

A distribuição de riqueza ou desigualdade de riqueza refere-se à forma como o patrimônio total acumulado em uma economia ou sociedade é repartido entre seus indivíduos, famílias ou grupos sociais. Trata-se de uma medida do estoque de bens e ativos detidos, diferentemente da distribuição de renda, que foca no fluxo de rendimentos gerados em um período.

## Definição de Riqueza
Ver também: Riqueza
Conceitualmente, riqueza é o valor de todos os bens (patrimônio) que um agente econômico (indivíduo, família, empresa, país, etc.) possui e que podem gerar renda ou benefícios. Ela é comumente expressa como o patrimônio líquido, resultado da equação:
Riqueza = Ativo – Passivo
A riqueza pode manifestar-se em diversas formas, como dinheiro, imóveis, ações financeiras, ouro e obras de arte. 
É crucial distinguir a riqueza da renda, pois, embora relacionadas, representam elementos distintos. Enquanto a renda constitui um fluxo de entrada de valor econômico — proveniente de salários, lucros, aluguéis ou outras fontes de remuneração de fatores de produção — a riqueza é o estoque acumulado desses itens de valor econômico. Essa distinção é fundamental ao analisar as disparidades econômicas, visto que a distribuição da riqueza e a da renda apresentam características e níveis de desigualdade diferentes. Conforme apontado pela Global Wealth Report 2023 do Credit Suisse/UBS, a distribuição mundial da riqueza é muito mais desigual do que a de renda.
A análise da distribuição de riqueza é essencial para comparar as condições econômicas entre os membros de uma sociedade e para compreender as estruturas de desigualdade social, influenciando diretamente o debate e a formulação de políticas públicas voltadas para a equidade e o bem-estar coletivo.
A definição das Nações Unidas de riqueza inclusiva é uma medida monetária que inclui a soma dos recursos naturais, humanos e físicos.

## Distribuições estatísticas
Ver também: Medidas de desigualdade
A distribuição de riqueza em uma sociedade é tipicamente caracterizada por uma assimetria acentuada, com uma concentração significativa do patrimônio total nas mãos de uma pequena parcela da população. Para analisar e quantificar essa desigualdade, são utilizadas diversas ferramentas estatísticas, que podem ser classificadas em representações gráficas e medidas numéricas. A combinação dessas representações gráficas, medidas numéricas e modelos matemáticos permite uma análise abrangente e multifacetada da complexa dinâmica da distribuição de riqueza em diversas escalas e contextos. No geral, elas são utilizadas em conjunto por analistas, já que permitem ver aspectos diferentes das desigualdades .

### Representações Gráficas
As representações gráficas oferecem uma visualização intuitiva da distribuição da riqueza e da magnitude da desigualdade, permitindo uma compreensão imediata das disparidades:

#### Curva de Lorenz

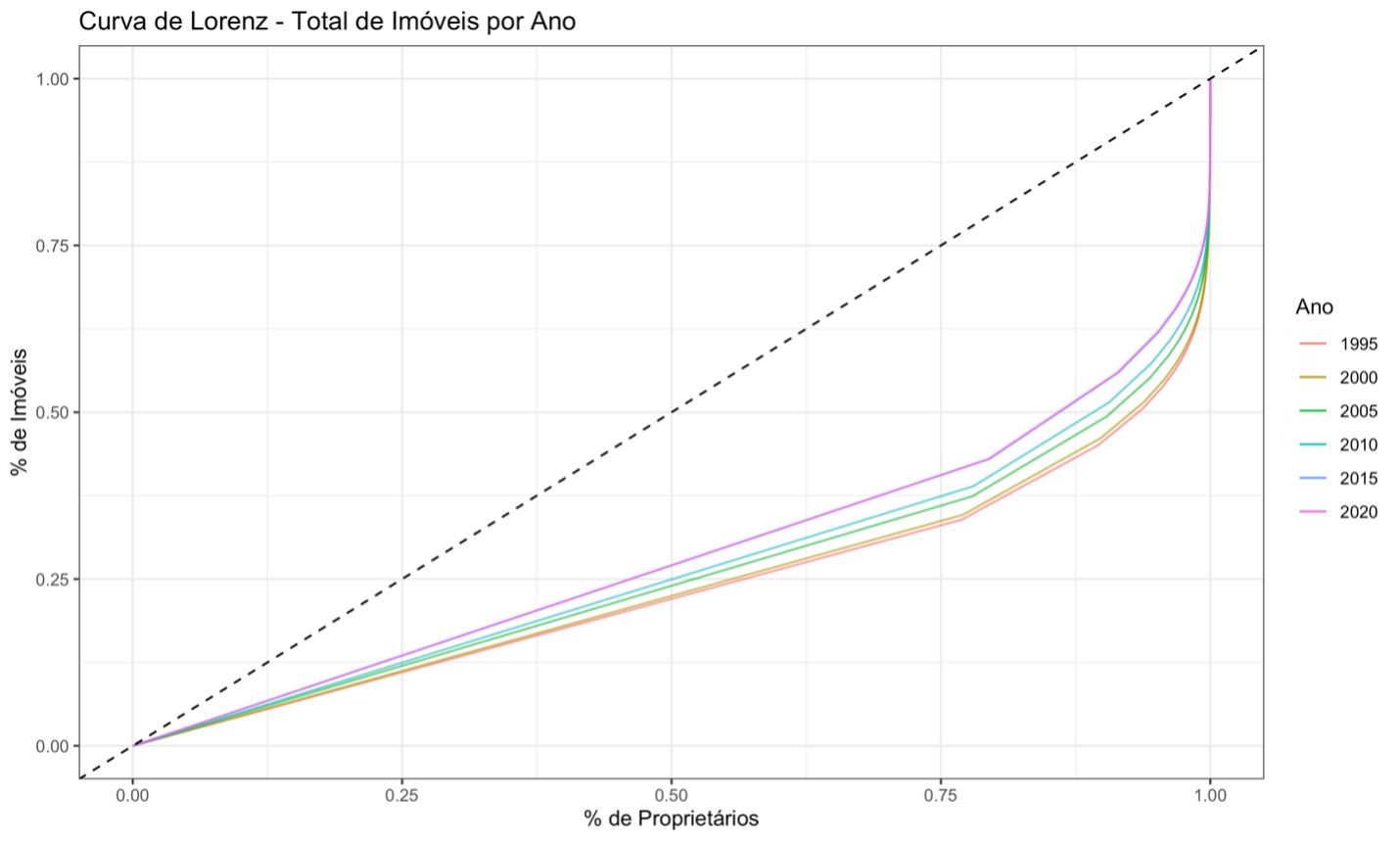
Curva de Lorenz da Distribuição do nº de propriedades por proprietários de imóveis no município de São Paulo (1995-2020)

A Curva de Lorenz é a ferramenta gráfica mais amplamente utilizada para analisar a desigualdade relativa na distribuição de riqueza. Ela mapeia a proporção acumulada da riqueza detida por cada proporção acumulada da população, ordenada do mais pobre ao mais rico.
- Em um gráfico da Curva de Lorenz, o eixo horizontal representa a porcentagem acumulada da população, e o eixo vertical, a porcentagem acumulada da riqueza.
- Uma linha diagonal reta de 45 graus (a "linha de perfeita igualdade") representa uma distribuição onde cada percentual da população detém o mesmo percentual da riqueza (por exemplo, 20% da população detém 20% da riqueza).
- Em distribuições de riqueza reais, a Curva de Lorenz se curva abaixo dessa linha de perfeita igualdade, e a distância entre a curva e a linha de igualdade indica o grau de desigualdade. Quanto maior a curvatura, maior a desigualdade.

#### Parada de Pen e Curvas de Quantis
A Parada de Pen, uma metáfora proposta pelo economista Jan Pen, ilustra a desigualdade de forma clara: se a riqueza de cada pessoa fosse sua altura, e elas desfilassem em ordem crescente de patrimônio, veríamos "uma grande massa de anões e uma pequena elite de gigantes". Esta analogia ressalta as diferenças absolutas na distribuição. A representação gráfica mais formal associada a essa ideia são as Curvas de Quantis, que plotam os valores de riqueza correspondentes a cada percentil (ou decil, quintil) da população. Em uma distribuição de riqueza, essa curva geralmente mostra um crescimento muito lento para a maioria da população, com uma inclinação abrupta nos quantis superiores, evidenciando a concentração no topo.

### Medidas Numéricas
Para quantificar a desigualdade de riqueza de forma sintética, são empregados diversos índices numéricos:
1. Coeficiente de Gini: Derivado da Curva de Lorenz, o Coeficiente de Gini é o indicador de desigualdade mais conhecido mundialmente. Ele varia de 0 a 1, onde 0 representa perfeita igualdade (toda a riqueza é igualmente distribuída) e 1 representa perfeita desigualdade (uma única pessoa detém toda a riqueza). O Gini mede a desigualdade relativa. Para a riqueza, os valores de Gini costumam ser substancialmente mais altos do que para a renda, refletindo a maior concentração do patrimônio.
2. Participação na Riqueza (ou Renda): Essas medidas focam na proporção da riqueza total que é detida por segmentos específicos da população, especialmente os extremos da distribuição. É comum analisar a fatia da riqueza controlada pelo 1% mais rico, pelos 10% mais ricos, ou a parcela detida pelos 50% mais pobres. Essas métricas são particularmente reveladoras para a distribuição de riqueza, onde a concentração no topo é uma característica proeminente[9][16].
3. Razão de Palma: A Razão de Palma é um índice que compara a participação dos 10% mais ricos na riqueza nacional com a participação dos 40% mais pobres. Este índice busca focar na disparidade entre os extremos da distribuição, mas acaba perdendo variações na classe média.

### Modelos Matemáticos
A natureza da distribuição de riqueza, com sua cauda superior longa e pesada (ou seja, um pequeno número de indivíduos com riqueza extremamente alta), frequentemente é modelada por distribuições estatísticas específicas, como a Distribuição de Pareto.
A distribuição de Pareto é um modelo matemático que descreve a forma como um pequeno número de entidades detém a maior parte de um recurso, enquanto um grande número detém uma pequena parte. É frequentemente utilizada para modelar a distribuição de riqueza, especialmente nos estratos superiores, onde um pequeno grupo de indivíduos concentra uma vasta quantidade de ativos. O princípio de Pareto, ou regra 80/20, é uma simplificação que sugere que aproximadamente 80% dos efeitos vêm de 20% das causas, uma observação comum em distribuições de riqueza.

## Cenário Global e Regional da Desigualdade de Riqueza
A distribuição de riqueza global apresenta um quadro de extrema concentração, com o patrimônio mundial cada vez mais acumulado nas mãos de uma pequena parcela da população. Esse cenário tem se intensificado, especialmente após crises globais, como a pandemia de COVID-19, que exacerbou as desigualdades existentes .

### Concentração de Riqueza Global
A ideia de que a prosperidade dos mais ricos naturalmente se traduziria em mais riqueza para todos tem sido desafiada pelos dados recentes, que indicam um fosso crescente entre as camadas mais ricas e as mais pobres da sociedade. Diferentes análises mostram que o 1% mais rico da população mundial detém uma parcela desproporcional da riqueza, sejam elas estudos científicos , relatórios de bancos, de instituições de governo  ou organizações não governamentais. 
Um relatório da Oxfam de junho de 2025 aponta que "Desde 2015, o 1% mais rico acumulou pelo menos 33,9 trilhões de dólares em riqueza em termos reais... Agora, essas pessoas detêm mais riqueza do que os 95% mais pobres do mundo, juntos". Em termos de acumulação por bilionários, "Só os bilionários (cerca de 3 mil pessoas... ) ganharam 6,5 trilhões de dólares desde 2015, mais do que o suficiente para cobrir todo o déficit anual de financiamento dos ODS e erradicar a pobreza global anual mais de quatro vezes."
Em 2022, o Relatório Mundial da Desigualdade do Credit Suisse/UBS apontou na mesma direção: "os 10% mais ricos detêm 76% da riqueza e 52% da renda, enquanto metade da população mundial fica com apenas 2% da riqueza e 8,5% da renda." (p.5)
Para se ter uma ideia da escala da riqueza necessária para pertencer aos diferentes estratos globais, ao final de 2022, os requisitos mínimos eram (p.4):
- US$ 8.654 em ativos líquidos para estar entre a metade mais rica dos cidadãos mundiais.
- US$ 137.333 para pertencer aos 10% mais ricos.
- US$ 1.081.342 para participar do 1% mais rico.

O modelo da Pirâmide da Riqueza, apresentado no relatório do Credit Suisse/UBS, ilustra essa estrutura global, onde uma grande base de detentores de baixa riqueza sustenta os níveis mais elevados, ocupados por cada vez menos adultos . Detalhadamente:
- Base (menos de US$ 10.000): Cerca de 2,8 bilhões de indivíduos (53% dos adultos) possuíam menos de US$ 10.000 em 2022, acumulando apenas 1,2% da riqueza total. Em países de baixa renda, a permanência vitalícia nesta faixa é a norma para mais de 80% da população adulta.
- Segmento Intermediário (US$ 10.000 a US$ 100.000): Este grupo registrou o maior aumento de adultos neste século, chegando a 1,8 bilhão em 2022. Acumulavam US$ 61,9 trilhões, o equivalente a 13,6% da riqueza global, impulsionados pela prosperidade de economias emergentes como a China.
- Segmento Médio-Alto (US$ 100.000 a US$ 1 milhão): Com 642 milhões de adultos, este grupo detinha 39,4% da riqueza global, um percentual três vezes maior que sua parcela na população adulta. Geralmente, inclui a classe média rica em países desenvolvidos.
- Nível Superior (mais de US$ 1 milhão - milionários): Apesar de uma pequena queda em 2022, este grupo ainda totalizava 59,4 milhões de indivíduos (1,1% de todos os adultos), controlando 46% da riqueza global. A riqueza agregada dos milionários quintuplicou no século, passando de US$ 41,4 trilhões em 2000 para US$ 208,3 trilhões em 2022.

Os indivíduos do nível superior estão altamente concentrados geograficamente, com 42% na América do Norte, 27% na Europa e 17% na Ásia-Pacífico (excluindo China e Índia), e compartilham estilos de vida e portfólios de investimento semelhantes, com forte foco em ativos financeiros globais.

### Disparidades Regionais

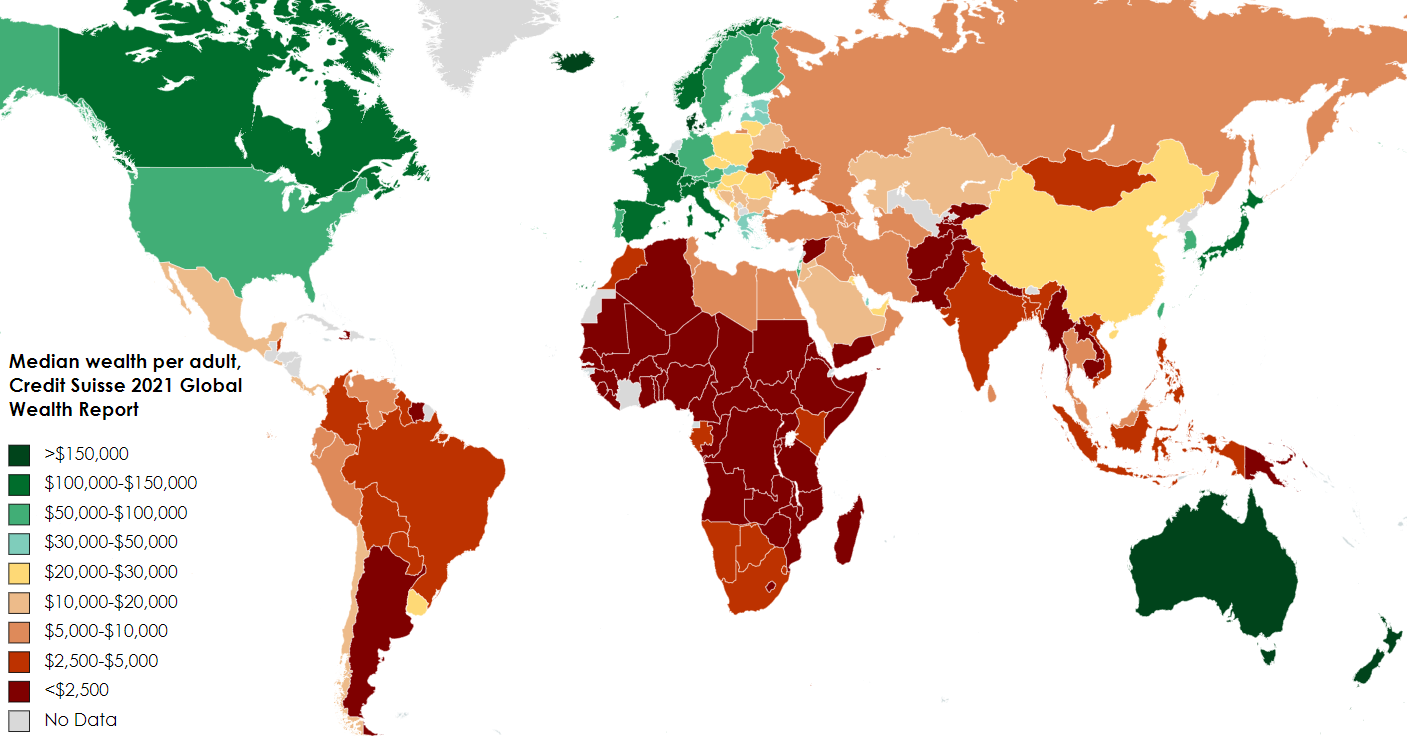
Mapa mundial da riqueza média por adulto por país (em dólares norte-americanos). Credit Suisse (2021)

A riqueza não está distribuída de forma homogênea entre as regiões do mundo, como mostra o "Mapa Mundial da Riqueza" do Credit Suisse/UBS. Em termos de riqueza média por adulto (dados de 2023):
- Alta Riqueza (acima de US$ 100.000): Predominam na América do Norte, Europa Ocidental, e partes mais ricas da Ásia Oriental, Pacífico e Oriente Médio.
- Riqueza Intermediária (US$ 25.000 a US$ 100.000): Inclui China, Rússia, membros recentes da União Europeia e importantes economias emergentes na América Latina (como o Brasil, que ultrapassou este limiar em 2022), Oriente Médio e Leste Asiático.
- Riqueza Fronteiriça com Pobreza (US$ 5.000 a US$ 25.000): Engloba países densamente povoados como Índia, Indonésia e Filipinas, além de muitas nações da América do Sul e costeiras da África.
- Mais Pobre (abaixo de US$ 5.000): Principalmente países da África Central.

A disparidade é ainda mais evidente ao comparar a parcela da riqueza total com a proporção da população adulta :
- A América do Norte e a Europa, em conjunto, contabilizaram 56% da riqueza total das famílias, embora possuam apenas 16% da população adulta (acima de 20 anos) mundial no total de 5,4 bilhões em 2022.
- Em contraste, a proporção da população adulta é mais do dobro da proporção da riqueza total das famílias na América Latina, cinco vezes a proporção da riqueza na Índia e dez vezes a proporção da riqueza em África.

Rankings por riqueza média destacam a Suíça (US$ 685.230) e os Estados Unidos (US$ 551.350) entre os líderes. Contudo, a classificação pela riqueza mediana — que reflete melhor a distribuição, pois suaviza o impacto dos super-ricos — mostra uma ordem diferente, com a Bélgica (US$ 249.940) e a Austrália (US$ 247.450) no topo, enquanto Suíça e Estados Unidos caem para sexto e décimo terceiro lugares, respectivamente, indicando maior desigualdade interna nestes últimos.
O World Inequality Report 2022 (WIR) fornece uma análise detalhada da distribuição de renda e riqueza por faixas populacionais em diferentes regiões em 2021/2022 (p.7-9):
| Região                                 | 50% Mais Pobres (Renda) | 50% Mais Pobres (Riqueza) | 10% Mais Ricos (Renda) | 10% Mais Ricos (Riqueza) |
| -------------------------------------- | ----------------------- | ------------------------- | ---------------------- | ------------------------ |
| Oriente Médio e Norte da África (MENA) | 9%                      | 1%                        | 58%                    | 77%                      |
| África Subsaariana                     | 9%                      | 1%                        | 56%                    | 73%                      |
| América Latina                         | 10%                     | 1%                        | 55%                    | 77%                      |
| Sul e Sudeste Asiático                 | 12%                     | 5%                        | 55%                    | 67%                      |
| Rússia e Ásia Central                  | 15%                     | 3%                        | 47%                    | 73%                      |
| América do Norte                       | 13%                     | 2%                        | 46%                    | 70%                      |
| Leste Asiático                         | 14%                     | 5%                        | 43%                    | 69%                      |
| Europa                                 | 19%                     | 4%                        | 36%                    | 59%                      |

Fonte: World Inequality Report 2022 (p. 7,9). Elaboração própria.
Este panorama reforça que os níveis médios de renda nacionais não são tão bons preditores de desigualdade, pois há países de alta e média renda que exibem extrema desigualdade (como Brasil, Índia e China) e outros com níveis moderados (como Malásia e Uruguai), demonstrando que a desigualdade não é uma fatalidade e que políticas públicas de investimento em serviços sociais e sistemas tributários redistributivos são eficazes para reduzi-la .

### O Caso do Brasil
O Brasil é frequentemente citado como um exemplo de país com alta concentração de renda e riqueza. Apesar de ter alcançado o patamar de "riqueza intermediária" (US$ 25.000 a US$ 100.000 por adulto) em 2022, de acordo com o Global Wealth Report 2023 do Credit Suisse/UBS, o país continua a figurar entre aqueles com desigualdade extrema . 
A estrutura tributária brasileira é apontada como um dos fatores que contribuem para essa concentração. A baixa tributação das altas rendas, tanto do trabalho quanto do capital, resulta em "o mais elevado índice de concentração de renda no topo da pirâmide entre todos os países com dados disponíveis". (p.9). O sistema tributário brasileiro tem carga maior sobre impostos indiretos, sobre o consumo, que sobre impostos diretos, sobre renda e patrimônio, o que penaliza os grupos de menor renda e riqueza. Além disso, possui, especificamente, baixa progressividade no imposto de renda e a isenção de lucros e dividendos distribuídos a pessoas físicas desde 1996, o que é tido como um dos fatores que contribuem para a altíssima concentração de riqueza no país.
Essa realidade sublinha a importância de políticas públicas focadas na redistribuição para mitigar os impactos das desigualdades sociais no país.

## A redistribuição da riqueza e as políticas públicas

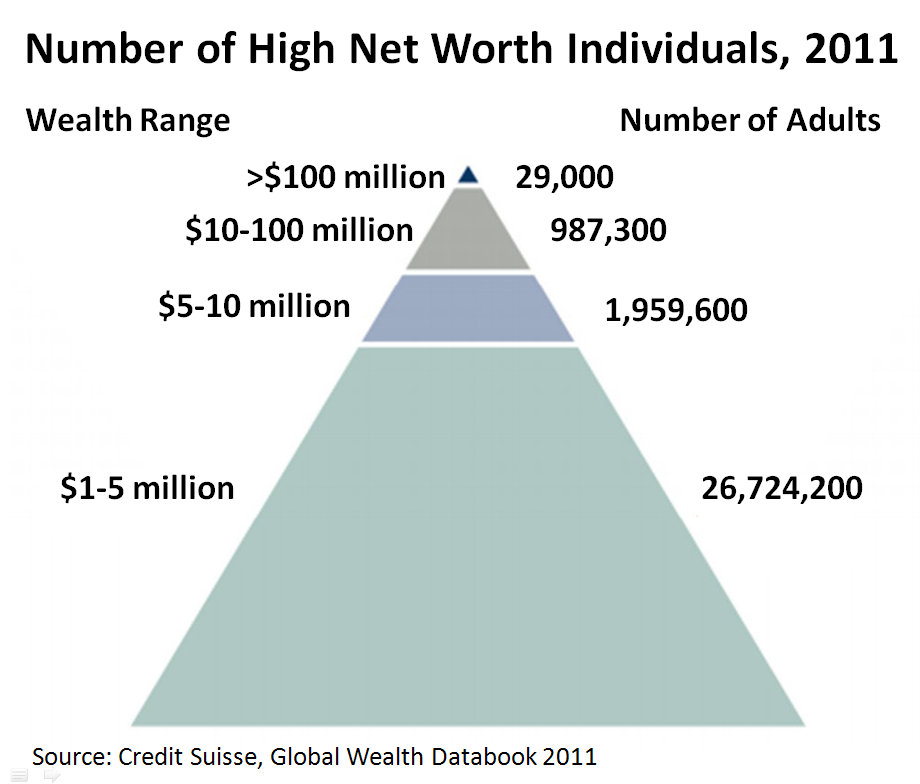
Número de indivíduos com alto patrimônio líquido no mundo, 2011.

A redistribuição da riqueza refere-se ao conjunto de processos e políticas que visam alterar a distribuição do patrimônio acumulado em uma sociedade, transferindo recursos de indivíduos ou grupos com maior poder aquisitivo para aqueles com menor patrimônio, ou para o financiamento de bens e serviços de interesse coletivo. Este campo de atuação governamental é considerado fundamental para mitigar as profundas desigualdades de riqueza, que são frequentemente mais acentuadas e persistentes do que as desigualdades de renda .
Nas últimas décadas, os debates sobre desigualdade e tributação nas áreas de Ciência Política, Economia e Administração Pública foram impulsionados pela utilização de novas fontes de dados fiscais, como as informações de imposto sobre a renda, e pelo desenvolvimento de metodologias aprimoradas para estratificação e comparação entre países .
Essa literatura consistentemente aponta que a concentração de capitais, e não a renda do trabalho, constitui o principal vetor de reprodução das desigualdades ao longo do tempo. Consequentemente, as políticas de tributação sobre o capital tornam-se essenciais não apenas para a redistribuição, devido aos seus efeitos progressivos mais pronunciados, mas também como um contrapeso eficaz aos efeitos naturalmente concentradores do capitalismo e aos riscos que estes representam para a democracia.

### Objetivos e Justificativas da Redistribuição
A implementação de políticas públicas de redistribuição da riqueza é motivada por uma combinação de fatores éticos, sociais, econômicos e políticos:
- Promoção da Equidade e Igualdade de Oportunidades: Um dos argumentos centrais para a redistribuição é a busca por justiça social. A riqueza parental, por exemplo, exerce uma forte influência sobre o desenvolvimento infantil e o sucesso na vida adulta, perpetuando desvantagens e oportunidades desiguais entre gerações[43]. Políticas redistributivas podem atenuar essa transmissão, fornecendo recursos para bens públicos como educação e saúde de qualidade, que promovem o capital humano dos menos favorecidos e nivelam as condições de partida [43][13].
- Aumento da Eficiência Econômica e Crescimento Sustentável: Embora o debate econômico clássico frequentemente aponte para um trade-off entre equidade e eficiência, desenvolvimentos recentes na teoria da tributação ótima têm questionado essa dicotomia (p. 8-9)[14]. A concentração excessiva de riqueza pode, de fato, prejudicar o crescimento econômico ao deprimir a demanda agregada (dado que famílias de baixa e média renda tendem a ter maior propensão a consumir) e ao limitar a capacidade de inovação e empreendedorismo a um círculo restrito de indivíduos abastados[44][45]. O apoio empírico a favor da ideia de que grandes desigualdades geram melhores resultados econômicos tem se mostrado "carente" (p. 8)[43]. Pelo contrário, a teoria e a evidência sugerem que "os níveis atuais de desigualdade de riqueza são prováveis impedimentos ao crescimento econômico e um terreno fértil para a agitação social que interfere na atividade econômica"[12].

- Manutenção da Coesão Social e Estabilidade Política: A extrema desigualdade de riqueza pode gerar instabilidade social e corroer os princípios democráticos. A concentração de recursos econômicos "coloca em risco o nosso princípio democrático de igual representação", uma vez que confere um poder político desproporcional aos mais ricos, levando à formulação de políticas que podem proteger e expandir seus próprios interesses, em detrimento do bem-estar coletivo (p. 6-7)[43].

### Principais Mecanismos de Redistribuição
A redistribuição de riqueza pode ser alcançada através de uma variedade de mecanismos, que podem ser classificados principalmente como políticas fiscais e regulatórias. É importante reconhecer que a própria formação da riqueza, tanto individual quanto nacional, é intrinsecamente ligada às instituições estatais e públicas, como o estado de direito, sistemas de saúde e educação, e o apoio à pesquisa e inovação (p. 16) .

#### Políticas Fiscais
São as ferramentas mais diretas e comumente utilizadas para a redistribuição.
- Tributação Progressiva: A imposição de alíquotas fiscais mais elevadas sobre rendas e patrimônios maiores é um pilar da redistribuição. O debate contemporâneo, como o observado no Brasil, questiona "qual o grau adequado de progressividade do imposto de renda e como devem ser tributados os lucros e demais rendas do capital?" (p. 7)[14][44].
- Impostos sobre Capital e Riqueza: Incluem a tributação de lucros empresariais, dividendos, ganhos de capital, grandes fortunas e heranças[46]. A isenção de dividendos distribuídos a pessoas físicas, em vigor no Brasil desde 1996, é frequentemente citada como um fator que contribui para a alta concentração de riqueza no topo da pirâmide social brasileira (p. 31)[14]. O Imposto sobre Transmissão Causa Mortis e Doação (ITCD), de competência estadual no Brasil, é notadamente baixo em comparação internacional, o que favorece a perpetuação de grandes fortunas entre gerações (p. 41)[14]. Modelos teóricos também sugerem que a redução das exceções, isenções e descontos específicos em impostos sobre herança podem "aumentar substancialmente a desigualdade de riqueza" (p. 187, 199)[13][44][45].

#### Gasto Público e Transferências Sociais
A receita arrecadada por meio de impostos pode ser direcionada para financiar serviços públicos universais (educação, saúde, segurança) e programas de transferência de renda (como benefícios sociais e bolsas). Essas iniciativas atuam como uma redistribuição indireta de riqueza ou como um investimento em capital humano e social para os segmentos menos favorecidos da população, atenuando desigualdades de acesso e oportunidades. Tais programas podem também servir como um mecanismo de "seguro social" para indivíduos com pouca riqueza, "se a riqueza de um indivíduo cair o suficiente, ele receberá ajuda do Estado" (p. 197).
Políticas Regulatórias e Institucionais
Embora não envolvam transferências diretas de dinheiro, estas políticas moldam a estrutura econômica e as oportunidades de acumulação de riqueza. Incluem a regulamentação do mercado de trabalho (salário mínimo, direitos trabalhistas), leis de propriedade, políticas de terras, e regulamentações financeiras que podem afetar o poder de mercado, a rentabilidade do capital e a distribuição de lucros. A "economia política", ou seja, a influência dos interesses e ideologias sobre as decisões de política tributária, é um fator determinante na escolha desses arranjos (p. 14).

### Experiências Internacionais e Debates
A história econômica global apresenta diversas abordagens para a redistribuição de riqueza:
- Modelos de Tributação do Capital: As experiências internacionais variam significativamente. O "flat tax" (imposto de renda linear), adotado por diversos países do leste europeu nos anos 1990, muitas vezes visava desonerar o capital e atrair investimentos, mas frequentemente resultou em maior desigualdade social (p. 7, 26-27)[14]. Em contraste, o "modelo dual nórdico" combina a tributação progressiva da renda do trabalho com uma alíquota única e mais baixa para a renda do capital, por vezes complementado por impostos sobre o estoque de riqueza (p. 8, 18, 32-35)[14].
- A "Revisão" da Tributação Ótima: O debate em torno da "tributação ótima" tem evoluído, com economistas reavaliando a ideia de que a progressividade e a tributação do capital seriam inerentemente ineficientes. Há um consenso crescente de que "o debate na atualidade não é se a renda do capital deve ou não ser tributada, mas como deve ser" (p. 39)[14].
- O Caso Brasileiro: O sistema tributário brasileiro, com sua baixa progressividade no imposto de renda e a isenção de lucros e dividendos distribuídos a pessoas físicas desde 1996, é apontado como um dos fatores que contribuem para a altíssima concentração de riqueza no país, destacando a urgência de uma reforma tributária que amplie a progressividade e alcance as altas rendas do capital (p. 7, 9, 31)[14].

### Atores Não Estatais
Além das políticas governamentais, a redistribuição de riqueza também pode ser impulsionada por ações voluntárias da sociedade civil.
- Filantropia e Caridade: Iniciativas de indivíduos, famílias e organizações não-governamentais que transferem recursos diretamente ou financiam projetos sociais, educacionais e de saúde, buscando complementar os esforços estatais ou abordar necessidades específicas não cobertas pelas políticas públicas.

### Desafios e Críticas
A redistribuição de riqueza é um tema de intenso e contínuo debate, enfrentando desafios teóricos, práticos e políticos:
- Impacto na Eficiência e Incentivos: Uma crítica comum é que políticas redistributivas, especialmente a tributação elevada do capital, podem desestimular o investimento, a poupança e o trabalho, prejudicando o crescimento econômico (p. 8)[14]. Essa visão, por vezes associada à tese do trickle-down (ou "gotejamento", segundo a qual a prosperidade dos ricos beneficiaria a todos), é contestada por desenvolvimentos mais recentes da teoria econômica.
- Resistência Política: A implementação de reformas tributárias que visam maior progressividade e tributação do capital "enfrenta historicamente resistências das elites econômicas" (p. 40)[14].
- Mobilidade de Capital e Evasão Fiscal: A crescente globalização e mobilidade do capital, juntamente com a existência de paraísos fiscais, representam um desafio significativo. Agentes econômicos, especialmente os mais ricos, podem explorar "lacunas ou diferencial de tributação [...] para dissimular a verdadeira natureza de uma renda de capital" ou simplesmente para evitar a tributação, limitando a eficácia das políticas nacionais [14][43].

## Século XXI
No final do século XX a riqueza estava concentrada entre o G8 e os países industrializados ocidentais, juntamente com várias nações da ásia e da OPEP. Um relatório da Energy Information Administration afirmou que os países membros da OPEP foram projetados para ganhar 1,251 trilhões de dolares em 2008, a partir de suas exportações de petróleo, devido aos preços recorde do petróleo.
Um estudo do Instituto Mundial para o Desenvolvimento de Pesquisa Econômica da Universidade das Nações Unidas informa que o 1% mais rico dos adultos  possuíam sozinhos 40% da riqueza global no ano de 2000, e que os 10% dos adultos são responsáveis por 85% do total mundial. A metade inferior da população adulta mundial pertence a 1% da riqueza global. Além disso, outro estudo descobriu que o 2% mais ricos detêm mais de metade dos recursos ativos. Moreover, another study found that the richest 2% own more than half of global household assets.

## Distribuição mundial das riquezas financeiras
Em 2007, 147 organizações controlavam aproximadamente 40% do valor monetário de todas as corporações multinacionais.

## Ver Também
- Riqueza
- Renda
- Distribuição de renda
- Medidas de Desigualdade